# 四谷天窓
四谷天窓（よつやてんまど）は、東京都新宿区高田馬場にあるライブハウス。
同じ天窓グループとして、2号店の四谷天窓.comfort、3号店の恵比寿天窓.switchが存在する。いずれも株式会社サンライズプロモーション東京が運営する。
2003年には「天窓レーベル」を設立し、アーティストのCD、DVD、PVの製作およびリリースも手がけている。
2020年10月14日、「四谷天窓」「四谷天窓.comfort」を11月末日、「恵比寿天窓.switch」を12月末日にて閉店することが発表された。なお、同リリースには「大好きなアーティストが集まり、お客様が思いっきり楽しむ「天窓」という場所をいつか必ず復活させます。」とも記されている。
2021年3月13日、「ONLINE天窓」開設、こけら落とし公演を配信にて行う。

## 四谷天窓
所在地は、新宿区高田馬場3-4-11 BaBa hatch 3F。北緯35度42分52.4秒 東経139度42分8.3秒 / 北緯35.714556度 東経139.702306度
2001年4月1日、FOURVALLEYの姉妹店として四谷に開業。店の看板は山崎まさよしの直筆によるものである。
2002年11月27日、来客5万人突破を記念して、山崎まさよしによる特別ライブが開催された。
2006年9月、リニューアルのため四谷から高田馬場に移転。移転後も店名は「四谷」のままである。
2012年1月、開業10周年を記念し、DUO MUSIC EXCHANGEとのコラボレーションイベント「tenma-duo」を開催。
キャパシティは着席50人。客席の後方に、PAブースと並んで座敷席が設けられている。
ギターやピアノによる弾き語りの公演を中心に、多くのアーティストに利用されている。
2020年11月30日、高田馬場での最終営業後、"四谷天窓大千秋楽打ち上げ～たくさんの愛をありがとう～"と題した無料配信を四谷天窓ツイキャスアカウントにて行う。

## 四谷天窓.comfort
所在地は、新宿区高田馬場3-4-11 BaBa hatch 5F。北緯35度42分52.4秒 東経139度42分8.3秒 / 北緯35.714556度 東経139.702306度
2004年4月1日、天窓グループ2号店として同じく四谷に開業。
2006年9月、リニューアルのため、四谷天窓とともに高田馬場に移転。こちらも店名は「四谷」のままである。
「カジュアルピアノラウンジ」がコンセプトのサロン風のフロアで、キャパシティは着席50人。グランドピアノ（YAMAHA C1L）の他、映像プロジェクターも常備されており、トークショーや音楽スクールの発表会などでも利用可能。
ピアノによる弾き語りの公演を中心に、多くのアーティストに利用されている。
2016年8月には初めて、演劇公演で利用された。（演目：四谷天窓＋東京ハイビーム提携企画公演　手塚治虫原作『ミッドナイト』）
2020年11月30日、高田馬場での最終日は無観客で今までの出演者に解放、１曲ずつ演奏し思い出と未来を語り合うという無料配信を.comfortツイキャスアカウントにて行う。
2020年12月9日、神戸のライブハウスCASHBOXより、天窓.comfortの象徴であったグランドピアノをグループ店神戸煉瓦倉庫K-waveにて預かること、運搬などの費用を2021年1月11日の配信企画の投げ銭にて募ることが発表された。
2021年1月4日、配信企画はより多くの人に観てもらえるようにと1月11日から前倒しされた。1月6日、目標金額を達成したことと超えた分は無償で協力した各アーティストへ等分で渡されることがCASHBOXアカウントより発表された。

## 恵比寿天窓.switch
所在地は、渋谷区恵比寿3-28-4 B1F。北緯35度38分37.6秒 東経139度42分57.3秒 / 北緯35.643778度 東経139.715917度
2006年7月1日、天窓グループ3号店として恵比寿に開業。
2013年8月、オリジナルビール「EBITEN-BEER」の販売を開始。
天井が高くスタイリッシュな空間で、キャパシティは着席50〜70名、スタンディング130名。グランドピアノ（YAMAHA A1R）とドラムセットも備えており、バンド編成での公演にも対応。
主にアコースティック形式の公演を中心に、多くのアーティストに利用されている。